# Dristigheten (1900)
Dristigheten - єдиний корабель свого типу Військово-морських сил Швеції, броненосець берегової оборони. 
Корабель спущено на воду 28 квітня 1900. Він був перетворений на гідроавіаносець у 1927.

## Конструкція
Побудований у 1898-1901 роках, «Дрістігетен» був певною модифікацією конструкції попередників, броненосців берегової оборони типу «Оден», побудованих наприкінці 19 століття, у 1894-1899 роках, з дещо подовженим корпусом та іншим озброєнням. Він ніс менші гармати головного калібру (210 мм замість 250 попереднього типу), натомість допоміжний калібр було збільшено з 120 до 152 мм. 

## Служба

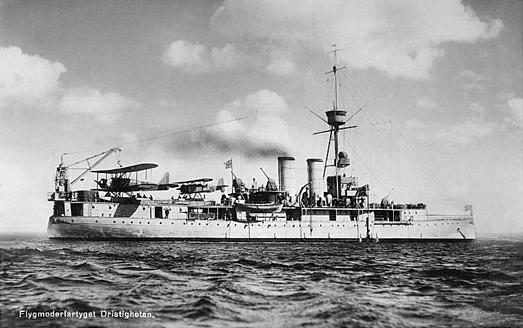
"Дрістігетен" після переобладнання на гідроавіаносець

Корабель було закладено 1898 року на верфі Ліндхолмен у Гетеборзі та завершено у 1901 році. Його служба пройшла без значних подій до 1927, після чого  «Дрістігетен» був переобладнаний на гідроавіаносець.
У новій ролі корабель отримав ангар на задній палубі та крани, щоб обслуговувати три гідролітака. Після Другої світової використовувався як плавуча мішень і використовувався таким чином до 1961, коли був утилізований.  

## Капітани
- 1919–1920 – Арвід Хаг (Arvid Hägg)
- 1938–1938 – Моє Остберг (Moje Östberg)